# Soesterengweg 2
De chauffeurswoning van De Witte Burcht is een gemeentelijk monument aan de Soesterengweg 2 in de gemeente Soest in de provincie Utrecht.
De garage uit 1937, die vanaf de Soesterengweg te zien is, werd gebouwd voor de weduwe A.M. de Moraar Imans Boers uit Baarn. In 1943 liet de nieuwe eigenaar F.H.F. Pas van Groot Oosterland een chauffeurswoning bouwen aan de achterzijde. Het ontwerp werd geleverd door Arnold Brouwer uit Soest. Nadien werd er nog een lage aanvouw aan gezet. De garage met hoofdgebouw staan rechts van de voormalige buitenplaats De Witte Burcht en is met de achterzijde van de garage gericht op de Soesterengweg. Garage en woning hebben een zadeldak van ongelijke hoogte.